# Ichiro Suzuki
Ichiro Suzuki (鈴木 一朗 Suzuki Ichirō?), conocido  también como Ichiro (イチロー, Ichirō?) (Nishikasugai, 22 de octubre de 1973), es un exjardinero derecho japonés de béisbol profesional que disputó 19 temporadas en las Grandes Ligas. Durante su carrera jugó para los Seattle Mariners, New York Yankees y los Miami Marlins.

## Biografía
Suzuki nacido el 22 de octubre de 1973 en Kasugai, se graduó en el instituto Aikoudai Meiden en marzo de 1992, fue el primer jugador de posición japonés en fichar por un equipo de las Grandes Ligas y el tercer jugador japonés en fichar por los Mariners: RHP Kazuhiro Sasaki (12/18/99) y RHP Mac Suzuki (9/5/93).
Desde su debut en la MLB en el año 2001 con los Seattle Mariners, Suzuki ha demostrado ser un bateador formidable. A lo largo de su carrera, logró un total de 3 089 hits en las Grandes Ligas. Además de sus hits, Suzuki cuenta con una serie de logros destacados en su carrera.
Estos incluyen:
- Ganador de 10 títulos de bateo en la Liga Japonesa de Béisbol Profesional (NPB).
- Selección para el Juego de Estrellas en 10 ocasiones.
- Ganador del premio al Jugador Más Valioso (MVP) de la Liga Americana en el año 2001.
- Ganador del premio Guante de Oro en 10 ocasiones.

En 2016 superó a Pete Rose como el pelotero con más hits en su carrera, con 4,257 hits, tras los 1 278 alcanzados en Japón. Su total combinado de 4 367 constituye un récord del béisbol profesional.

## Trayectoria
Ichiro estableció varios récords de bateo, incluyendo más hits en una temporada en la historia del deporte, con 262. Obtuvo diez temporadas consecutivas con más de 200 hits, la racha más larga por cualquier jugador, superando la racha de ocho años de Wee Willie Keeler. Pete Rose, quien tenía diez temporadas de 200 hits no consecutivas, es el único jugador con el mismo número que Ichiro.
Ichiro se trasladó a Estados Unidos en 2001 después de jugar nueve años para Orix BlueWave en la Liga del Pacífico de Japón. Enviado a las Grandes Ligas por Orix después de la temporada 2000, se convirtió en el jardinero derecho de Seattle. El segundo jugador de posición nacido en Japón de jugar regularmente en las Grandes Ligas, Ichiro lideró la Liga Americana en promedio de bateo y bases robadas en el camino de ser nombrado Novato del Año y MVP.
Ichiro es el primer jugador de las Grandes Ligas de entrar en el Meikyukai, un salón de la fama de beisbolistas japoneses que han logrado al menos 2.000 hits, 200 victorias como lanzador o 250 juegos salvados como relevista. Ha sido votado a integrar diez equipos del Juego de las Estrellas por los aficionados, ganando en 2007 el MVP del juego para una actuación de tres hits que incluyó el primer cuadrangular de campo en un Juego de las Estrellas. Ichiro ha ganado un premio del Guante de Oro en cada uno de sus primeros diez años en las Grandes Ligas, y seis veces pegó hit en 20 o más juegos consecutivos, con un máximo de 27.
El agente de Ichiro, Tony Attanasio, describió el estatus de su cliente: "Cuando le envías algo a Ichiro desde Estados Unidos, sólo tienes que usar ese nombre en la dirección y lo recibe [en Japón]. Es así de grande."
Ichiro ha participado en las dos ediciones del Clásico Mundial de Béisbol (2006, 2009), obteniendo en ambas ocasiones el campeonato.
Tras su retirada en 2019, Ichiro Suzuki sigue vinculado con los Seattle Mariners club en el que ejerce la labor de asistente del entrenador e instructor. Sin embargo, según informó el diario nipón The Asian Shimbun y corroboró posteriormente el periodista de la CBS Danny Vietti, desde el 28 de noviembre de 2020 Ichiro Suzuki se convirtió en el entrenador interino de una escuela secundaria en Japón.

## Estadísticas en la MLB

### Carrera
- J:2488 AB:9672 R:1408 H:4257
- 2B:358 3B:98 HR:116RBI:759
- BP:457 P:683 BR:508 AIR:88
- AVG:.353OBP:.356 SLG:.405 OPS:761
- Hits en MLB: 3089

## Premios
- 2001: Liga Americana Gold Glove en OF
- 2001: Liga Americana Novato del año[8]
- 2001: Liga Americana Silver Slugger
- 2001: Liga Americana Most Valuable Player
- 2002: Liga Americana Gold Glove en OF
- 2003: Liga Americana Gold Glove en OF
- 2004: Liga Americana Gold Glove en OF
- 2005: Liga Americana Gold Glove en OF
- 2006: Liga Americana Gold Glove en OF
- 2007: Liga Americana Gold Glove en OF
- 2007: Liga Americana Silver Slugger
- 2007: All-Star Game MVP[8]
- 2008: Liga Americana Gold Glove en OF
- 2009: Liga Americana Gold Glove en OF
- 2009: Liga Americana Silver Slugger
- 2010: Liga Americana Gold Glove en OF